# Sandro Pallaoro
Sandro Luiz Pallaoro (Pato Branco, 1966 – La Unión, 28 de novembro de 2016) foi um empresário brasileiro, mais conhecido por ter sido o presidente da Chapecoense entre novembro de 2010 e novembro de 2016, e de uma empresa de ramo agrícola da região de Chapecó, a Pallaoro Alimentos. Foi uma das 71 vítimas fatais do voo 2933 da LaMia.

## Biografia
De ascendência italiana, Sandro foi eleito presidente da Chapecoense em novembro de 2010, momento em que o clube disputava a Série C do Campeonato Brasileiro, substituindo a Associação de Atletas e Colaboradores da Chapecoense, responsável pela manutenção da equipe. Foi considerado como um dos principais responsáveis pela ascensão meteórica da equipe catarinense, a qual ingressou na primeira divisão do Brasileirão de 2014 e chegou à final da Copa Sul-Americana de 2016. Em 2015, foi eleito o Empresário do Ano pela Associação Comercial e Industrial de Chapecó (ACIC).
Em 28 de novembro de 2016, Sandro e grande parte dos dirigentes embarcaram no Voo LaMia 2933, ao serviço da Associação Chapecoense de Futebol, proveniente de Santa Cruz de la Sierra, Bolívia e com destino ao Aeroporto Internacional José María Córdova em Rionegro, Colômbia, onde o clube disputaria a primeira partida da Final da Copa Sul-Americana contra o Atlético Nacional. Por volta das 22h15, no horário local, a aeronave caiu, matando 71 das 77 pessoas que estavam a bordo, tendo por passageiros, atletas, equipe técnica e diretoria da Chapecoense, jornalistas e convidados. Sandro foi uma das vítimas fatais.
Após a sua morte, tornou-se referência como um dos principais representantes da história da Chapecoense e teve seu nome ovacionado durante as homenagens na Arena Condá. Foi velado juntamente com todas as vítimas em um velório coletivo em Chapecó no dia 3 de dezembro, tendo seu corpo sido enterrado no cemitério Jardim do Éden, na mesma cidade, no dia seguinte.